# Piesocalus
Piesocalus là một chi nhện trong họ Linyphiidae.